# Oxynotus paradoxus
 Oxynotus paradoxus  — вид рода трёхгранных акул одноимённого семейства отряда катранообразных. Распространён в восточной Атлантике на глубине до 720 м. Максимальный зарегистрированный размер 118 см. Тело удлинённое, массивное и высокое, треугольное в поперечнике, высокие и крупные спинные плавники в виде паруса, у основания которых имеются короткие, толстые шипы. Анальный плавник отсутствует. Эти акулы размножаются яйцеживорождением. Рацион состоит из мелких бентических животных. Коммерческой ценности не представляют. 

## Таксономия
Впервые вид был описан в 1929 году. Голотип хранился в Национальном зоологическом музее Лиссабона и сгорел во время пожара. 

## Ареал
Oxynotus paradoxus обитают в северо-восточной Атлантике: в водах Шотландии, включая Северное море, Ирландии, юга Великобритании, Франции, Испании, Португалии, Мадейры, Канарских и Азорских островов. В восточно-центральной Атлантике они встречаются у берегов Марокко, Мавритании, Сахары, Сенегала и, возможно, в южной части Гвинейского залива. Эти акулы предпочитают держаться у дна на материковом склоне на глубине от 265 до 720 . 

## Описание
Максимальный зарегистрированный размер составляет 118 см. Тело массивное, удлинённое, высокое, треугольное в поперечнике. Голова слегка приплюснута, рыло короткое и закруглённое. Крупные ноздри расположены близко друг к другу. Сразу позади глаз имеются маленькие круглые брызгальца. По углам рта пролегают глубокие борозды. Толстые губы усеяны бугорками. Верхние зубы небольшие с узким остриём, нижние широкие, в виде треугольных лезвий. 5 пар коротких жаберных щелей. 
Спинные плавники очень высокие, в виде паруса. У оснований имеется шип, у которого виден только кончик. Концы спинных плавников узкие и заострённые. Первый спинной плавник сдвинут вперёд. Второй спинной плавник меньше первого. Вдоль брюха между основаниями грудных и брюшных плавников пролегают жёсткие кили. Анальный плавник отсутствует. Хвостовой плавник широкий, у края верхней лопасти имеется вентральная выемка. Кожа очень грубая, поскольку покрыта крупными плакоидными чешуйками с заострённой верхушкой. Окраска ровного чёрного или тёмно-коричневого цвета.

## Биология
Эти акулы размножаются яйцеживорождением. Размер новорожденных около 25 см. Рацион состоит из мелких беспозвоночных и костистых рыб.

## Взаимодействие с человеком
Вид не имеет коммерческой ценности. Иногда в качестве прилова попадает в донные тралы, пойманных акул, скорее всего, выбрасывают за борт. Данных для оценки Международным союзом охраны природы статуса сохранности вида недостаточно.